# Beyond the Gates
Beyond the Gates es el segundo álbum de la banda estadounidense de thrash metal Possessed. Fue lanzado en halloween de 1986 por los sellos Relativity y Combat.
En comparación con Seven Churches, Beyond the Gates tiene una sensación más técnica, y fue debido a una mejor producción.

## Lista de canciones
| N.º | Título                         | Duración |  |
| 1.  | «Intro»                        | 1:23     |  |
| 2.  | «The Heretic»                  | 2:40     |  |
| 3.  | «Tribulation»                  | 4:48     |  |
| 4.  | «March to Die»                 | 3:12     |  |
| 5.  | «Phantasm»                     | 4:23     |  |
| 6.  | «No Will to Live»              | 6:47     |  |
| 7.  | «Beyond the Gates»             | 2:55     |  |
| 8.  | «The Beasts of the Apocalypse» | 3:13     |  |
| 9.  | «Seance»                       | 3:03     |  |
| 10. | «Restless Dead»                | 2:59     |  |
| 11. | «Dog Fight»                    | 1:23     |  |

## Integrantes
Possessed
- Jeff Becerra - Voz, bajo
- Mike Torrao - Guitarra
- Larry LaLonde - Guitarra
- Mike Sus - Batería

Producción
- Producido por Carl Canedy (The Rods)
- Ingenieros: John Cuniberti, Tom Size
- Masterrización: Tom Coyne

- Datos: Q2900493